# ТЕС Белаван
3°46′22″ пн. ш. 98°40′9″ сх. д. / 3.77278° пн. ш. 98.66917° сх. д.
ТЕС Белаван – теплова електростанція на заході індонезійського острова Суматра. 
В 1984 та 1989 роках на майданчику станції стали до ладу по два конденсаційні блоки з паровими турбінами потужністю по 65 МВт. 
У 1993 – 1997 роках ввели в дію два парогазові блока комбінованого циклу, у кожному з яких дві газові турбіни живлять через котли-утилізатори одну парову турбіну. При цьому номінальна потужність блоків дещо відрізнялась та становила 395,3 МВт (газові турбіни 117,5 МВт та 128,8 МВт при паровій турбіні у 149 МВт) та 422,5 МВт (газові турбіни по 130 МВт при паровій турбіні у 162,5 МВт).
В 2010-му майданчик доповнили однією встановленою на роботу у відкритому циклі газовою турбіною потужністю 120 МВт, що довело загальний номінальний показник обладнання до 1198 МВт.
Станом на 2016 рік через поганий технічний стан обладнання фактична потужність ТЕС становила лише 762 МВт, з яких 150 МВт та 70 МВт припадало на парові блоки та газову турбіну (по 58% від номіналу). Ще 542 МВт видавали парогазові блоки (66% від номіналу), передусім за рахунок блоку №2, який у 2013 році пройшов ремонт однієї з газових турбін та забезпечував показник аж у 78% від номінального.
Парові блоки спорудили з розрахунку на використання нафтопродуктів, тоді як основним паливом для парогазових став природний газ, який подавали з місцевих родовищ по трубопроводу Пангкалан-Брандан – Вампу – Белаван. Втім, видобуток на останніх доволі швидко почав падати, що призводило до все більшого використання резервного палива (тих саме нафтопродуктів). Цю ситуацію вдалось виправити у середині 2010-х після спорудження трубопроводу Арун – Белаван.
Видача продукції відбувається по ЛЕП, розрахованій на роботу під напругою 150 кВ.
Можливо відзначити, що наприкінці 2000-х та в першій половині 2010-х поряд з ТЕС Белаван спорудили теплові електростанції компаній Leyand International та Berkat Bima Sentana, вироблена якими електроенергія придбавається державною компанією Perusahaan Listrik Negara (власник ТЕС Белаван).